# Sinfonía Romántica
Pour les articles homonymes, voir Sinfonia et Symphonie no 4.

La Sinfonía Romántica de 1953 est la quatrième symphonie du compositeur mexicain Carlos Chávez.
Elle est dédiée à l'orchestre de Louisville, qui l'avait commandée. L'œuvre est créée par cet orchestre le 11 février 1953 sous la direction du compositeur. Mécontent du final, il réécrit la fin de la symphonie en octobre 1953. Il publie l'ancien mouvement à part, sous le titre Baile (cuadro sinfónico).
L'exécution de cette symphonie demande à peu près vingt minutes.

## Mouvements
1. Allegro
2. Molto lento
3. Vivo non troppo

## Discographie
- L'orchestre symphonique du stade de New York dirigé par Carlos Chávez, 1959 (Everest)
- L'orchestre symphonique de Londres dirigé par Eduardo Mata, 1981 (Vox).
- L'Orchestre philharmonique royal dirigé par Enrique Bátiz, 1989 (Academy Sound and Vision).